# Viih Tube
Vitória di Felice Moraes (São Paulo, 18 de agosto de 2000), mais conhecida como Viih Tube, é uma youtuber, atriz, influenciadora digital, empresária e escritora Ítalo-brasileira. Ficou conhecida na plataforma de vídeos YouTube, postando vídeos sobre assuntos comuns entre adolescentes.

## Biografia e carreira
Vitória di Felice Moraes nasceu Vitória Felício Moraes em 18 de agosto de 2000, na capital São Paulo, mas passou grande parte de sua vida em Sorocaba, no interior de São Paulo. Descendente de italianos, é filha de Viviane di Felice e Fabiano Moraes, iniciou sua carreira aos 11 anos de idade na internet e começou a se tornar reconhecida em 2014. Gradualmente, conseguiu milhares de inscritos em seu canal, recebendo atenção midiática pela sua comunicação lúdica para com o público adolescente, abordando temas como relacionamento, vocação profissional e estética estudantil, adquirindo sucesso comercial e tornando-se uma webcelebridade.
“Sempre gostei de televisão e queria ter telespectadores de verdade. Também queria ensinar o que eu sei e as coisas de que gosto. A ideia surgiu porque eu ficava muito sozinha e não tinha nada pra fazer”. -Viih Tube em entrevista.
Em 2016, iniciou sua trajetória nas artes cênicas, realizando no ano seguinte espetáculos em uma turnê de sua peça teatral independente, se especializando em cinema. Realizou participações na telenovela infantil Cúmplices de um Resgate e na atração Programa Raul Gil.
Em 2020, estreou o longa-metragem Amiga do Inimigo, com direção de Plínio Scambora, continuação da websérie de drama adolescente Em Prova, foi lançado pelo streaming Netflix no ranking de filmes mais vistos pela plataforma. Em 2020 gravou o drama pandêmico Reflexos, dando vida à Isabela, a série ainda conta com participações de Vera Fischer, Elisa Lucinda e Marília Gabriela, na trama roteirizada e protagonizada por Cleo.
No ano seguinte, em 19 de janeiro, foi anunciada como participante do Camarote da vigésima primeira edição do reality show Big Brother Brasil. Ela foi a 13.ª eliminada com 96,69% dos votos em um paredão contra o cantor Fiuk e o economista Gilberto Nogueira, terminando em sétimo lugar. Em setembro, estrelou junto com Bianca Rinaldi e Júlio Cocielo o especial A Fantástica Máquina de Sonhos, interpretando a jurada Hebe Camargo. Em outubro, lançou o seu livro Cancelada, retratando a rejeição pública que recebeu em sua carreira. Em março de 2022 fez a cobertura do festival de música Lollapalooza, pelo Gshow.
Em março de 2022, a atriz fez sua estreia nos cinemas interpretando a misteriosa atendente Amanda Jéssica em Me Tira da Mira, longa protagonizado por Cleo e Sergio Guizé.

### Internet
Desempenhou um papel importante na popularização de programas digitais pelo YouTube e afins. Produziu a série de drama A Espera, roteirizando junto com Felipe Didonih, em 2017. Em 2018 estrelou O Enigma, interpretando Mirella, com elenco de Gregory Kessey, Maria Venture e Muca Muriçoca. Nos dois anos seguintes protagonizou os projetos Sem Sinal, As Férias dos Flops, Uma Ligação.

## Vida pessoal

### Ativismo
Em 2016, Vitória foi acusada de maus-tratos ao seu animal de estimação. Depois da repercussão, emitiu uma nota em vídeo de retratação, sofrendo ataques virtuais e sendo apontada como a figura digital mais rejeitada no mês de outubro. No mesmo ano, sua mãe judicializou um processo contra o comediante Felipe Neto por difamação e, em primeiro grau, o pedido foi rejeitado. Posteriormente, Vitória retornou a comentar sobre o caso e as ameaças de morte que passou. Após ser diagnosticada com depressão, tornou-se apoiadora do movimento de valorização da vida e colaborou na conscientização sobre saúde mental, cultura do cancelamento e prevenção do suicídio durante campanhas de apoio psicossocial.

### Família
Em agosto de 2022, oficializou o seu namoro com o empresário Eliezer do Carmo, com quem já estava se relacionando desde maio. Em setembro, o casal anunciou em suas redes sociais que estava a espera do primeiro filho. Em 21 de março de 2023, Eliezer e Vitória se casaram. Em 9 de abril, nasceu Lua, sua primogênita.

## Filmografia

### Televisão
| Ano     | Título                         | Papel                   | Notas                                   |
| ------- | ------------------------------ | ----------------------- | --------------------------------------- |
| 2016    | Cúmplices de um Resgate        | Vicky / Cidinha Leitão  | Participação especial                   |
| 2019    | Programa Raul Gil              | Entrevistadora          | Quadro: "Youtubers Querem Saber"        |
| 2019-21 | Em Prova                       | Beatriz Escobar (Bia)   |                                         |
| 2020    | Reflexos                       | Isabela Tavares         |                                         |
| 2021    | Big Brother Brasil             | Participante (7º Lugar) | Temporada 21                            |
| 2021    | A Fantástica Máquina de Sonhos | Hebe Camargo            | Episódio: "A Justiça de Deus não falha" |
| 2023    | Soltos em Salvador             | Comentarista            |                                         |
| 2023    | MaterniDelas                   | Apresentadora           | [ 39 ]                                  |
| 2023-24 | Terapia de Casais              | Apresentadora           |                                         |

### Cinema
| Ano  | Título            | Papel                  | Ref.   |
| ---- | ----------------- | ---------------------- | ------ |
| 2020 | Amiga do Inimigo  | Beatriz Escobar (Bia)  | [ 40 ] |
| 2022 | Me Tira da Mira   | Amanda Jéssica         | [ 41 ] |
| 2024 | Doce Família      | Barbara Estrela (Babi) | [ 42 ] |
| 2025 | Uma Babá Gloriosa | Rafaela Leme (Rafa)    | [ 43 ] |

## Livros
| Ano  | Título                                | Editora      | ISBN               |
| ---- | ------------------------------------- | ------------ | ------------------ |
| 2016 | Tudo Tem Uma Primeira Vez             | Intrinseca   | ISBN 9788580579116 |
| 2017 | Todo Amor Tem Segredos                | Intrinseca   | ISBN 9788551001332 |
| 2021 | Cancelada                             | Editora Agir | ISBN 9786558370642 |
| 2024 | Tô grávida!: O que a gente faz agora? | Intrinseca   | ISBN 9786558370642 |

## Prêmios e indicações
| Ano  | Prêmio                  | Categoria                               | Indicação                  | Resultado | Ref.   |
| ---- | ----------------------- | --------------------------------------- | -------------------------- | --------- | ------ |
| 2018 | Prêmio Jovem Brasileiro | Muser                                   | Viih Tube                  | Indicada  | [ 46 ] |
| 2018 | Prêmio Jovem Brasileiro | YouTubers                               | Viih Tube                  | Venceu    | [ 46 ] |
| 2018 | Prêmio Jovem Brasileiro | Melhor Fandom                           | Vihlovers – Viih Tube      | Indicada  | [ 46 ] |
| 2019 | Rio Webfest             | Melhor Elenco de Comédia                | Em Prova                   | Venceu    | [ 47 ] |
| 2020 | Prêmio Jovem Brasileiro | Canal Favorito                          | Viih Tube                  | Indicada  | [ 48 ] |
| 2020 | Prêmio Jovem Brasileiro | Melhor Programa/Série/Novela ou Reality | Em Prova                   | Indicada  | [ 48 ] |
| 2020 | Rio Webfest             | Melhor Atriz (Ação/Horror/Sci-Fi)       | Vitória Moraes (Sem Sinal) | Indicada  | [ 49 ] |
| 2020 | Rio Webfest             | Melhor Elenco (Ação/Horror/Sci-Fi)      | Sem Sinal                  | Indicada  | [ 49 ] |
| 2020 | Rio Webfest             | Melhor Produção                         | Sem Sinal                  | Indicada  | [ 49 ] |
| 2021 | MTV Millennial Awards   | Pet Influencer                          | Lilo (Viih Tube)           | Indicada  | [ 50 ] |
| 2022 | MTV Millennial Awards   | Vem Ni Mim                              | Viih Tube                  | Indicada  | [ 51 ] |